# Neaethus vitripennis
Neaethus vitripennis är en insektsart som först beskrevs av Stsl 1854.  Neaethus vitripennis ingår i släktet Neaethus och familjen sköldstritar. Inga underarter finns listade i Catalogue of Life.